# پردیس و پریسا
اپرای پردیس و پریسا یکی از ساخته‌های لوریس چکناواریان است که در سال ۱۳۵۲ نوشته و در همان سال اجرا شد. گروه اپرای «آیو» به رهبری پیمان منصوری برای برنامهٔ بزرگداشت لوریس چکناواریان با عنوان «۸۰ سال لوریس چکناوریان»، برای اجرای این اپرا روز جمعه ۱۵ دی‌ماه ۱۳۹۶ در تالار وحدت به روی صحنه رفت و پس از ۴۶ سال، برای اولین این اپرا را در ایران اجرا کرد. این اپرا به‌صورت «کنسرتانت» اجرا می‌شود و تمرکز بر روی متن و موسیقی است.
اپرای پردیس و پریسا اولین اپرایی است که چکناواریان پیش از انقلاب به زبان فارسی نوشته و بارها در کشورهایی چون انگلستان، ایالات متحدهٔ آمریکا و ارمنستان اجرا شده‌است.